# JFC
JFC（全稱為Java Foundation Classes，中文譯為Java基礎類）是一個圖形框架（Graphical Framework），依據此框架可建構出具有移攜性（Portable）的Java式圖形式使用者介面。
JFC主要是由Abstract Window Toolkit（AWT）、Swing以及Java 2D三者所構成，若將這些一同搭配運用，則用Java程式語言撰寫開發成的使用者介面，無論轉移到Windows、Mac OS X或Linux等各種不同的作業平台上，都能保有一致性的圖像呈現。
AWT是比較舊的雙介面函式庫，它依然高度倚賴各作業平台自身所具備的繪圖功效機能，且用一個比包容程式（Wrapper）還小的設計還去除、吸收各作業平台間的繪圖功能機能差異，以致Java程式在跨平台移攜後的繪圖呈現不夠一致，這使得AWT遭受到重度的批評。這意味著：AWT的Widget倚賴作業平台自身原有的Widget功效機能，程式設計師在開發撰寫時必須去瞭解各作業平台在Widget方面的差異性，如此便偏離了Java程式語言最初的宗旨：跨平台一致性。
另外有一種可替用的圖形函式庫，即是由Netscape公司所發展的「Internet Foundation Classes，簡稱：IFC」，IFC的平台獨立性就高於AWT，之後昇陽電腦將IFC再搭配其他技術，以此形成了Swing，Swing新增了一個具加掛性（Pluggable）、即看即瞭（look and feel（英文））的Widget，運用Swing可讓Java程式碼保有過往以來所秉持強調的平台獨立性，且在圖形呈現與視覺觀感上幾乎與原生性應用程式沒有差別。
關連項目： Standard Widget Toolkit

## 外部連結
- 昇陽電腦：JFC官方網站 （页面存档备份，存于） （英文）